# نيك سوفتوير
شركة نِك سوفتوير (بالإنجليزية: Nik Software) هي شركة متخصّصة في تطوير ملحقات وأدوات تحرير الصور الرقمية للبرامج الاحترافية مثل أدوبي فوتوشوب وأدوبي لايت رووم، أسسسها المهندس نيلز كوكيموهر عام 1995 باسم «نِك مولتيميديا» في مدينة هامبورغ الألمانية، وانتقلت في ما بعد إلى سان دييغو بولاية كاليفورنيا الأمريكية.ثم استحوذت شركة جوجل عليها في 2012 قبل أن تنتقل إلى DxO Labs في 2017 حيث تستمر في تطويرها باسم «Nik Collection».

## تاريخ الشركة

### النشأة والتأسيس (1995–1998)
أُسِّست الشركة عام 1995 باسم «نِك مولتيميديا»، مركز عملها الأولي كان في هامبورغ، وركّزت نشاطها على تطوير ملحقات وبرامج لإضفاء تأثيرات فنية على الصور ضمن بيئة فوتوشوب، من أبرزها «Nils Efex!» و«Type Efex!» اللذان وفّرا مجموعات من الفلاتر والقوالب لتعديل الأنماط اللونية والملمس.

### الاستحواذ والتوسّع (1998–2006)
في عام 1998 استحوذت مجموعة TECHnik على الشركة وأعادت هيكلتها وتسميتها بهدف توسيع أسواق التصوير الرقمي والفوتوغرافي الاحترافي. بحلول عام 1999 شغل مايكل سلاتر رئيسًّا تنفيذيًّا، مما عزّز مكانة الشركة في البحث والتطوير بقطاع برمجيات معالجة الصور.

### الشراكة مع نيكون وتغيير الاسم (2006–2010)
في 7 فبراير 2006 أُعلِن عن تغيير اسم الشركة إلى نِك سوفتوير، إنك.، وتضمّن ذلك كشف الهوية الجديدة والعلامة التجارية، إضافة إلى توقيع اتفاقية استثمار وتعاون مع شركة نيكون التي استحوذت عام 2010 على 35% من أسهم الشركة لدعم تطوير برنامج Capture NX الخاص بالكاميرات الاحترافية.

### استحواذ جوجل (2012)
في سبتمبر 2012 استحوذت جوجل على نِك سوفتوير بمبلغ مالي لم يُعلَن عنه رسميّاً،   سعيًا لتعزيز قدرات منصة جوجل+ وخدمة تحرير الصور على الهواتف المحمولة من خلال تطبيق سنابسيد.

### البيع إلى DxO Labs (2017 وما بعدها)
في 25 أكتوبر 2017 أعلنت شركة DxO Labs الفرنسية استحواذها على أصول مجموعة نك كولكشن من جوجل، مع وعد بالاستمرار في تطويرها  وتحسينها لمجتمع المصورين الاحترافيين والهواة على حد سواء

## المنتجات الرئيسة

### Nils Efex! وType Efex!
توفّرت ملحقاتٍ لفوتوشوب بإضافة فلاتر لتعديل الخطوط والنقوش والأنماط الفنية للصورة. حققت نجاحًا محدودًا لكنه مهدّ لتوسع لاحق.

### نك كولكشن
- المجموعة الكاملة الإصدار النهائي - Complete Collection Ultimate Edition (2009): ضمّت تطبيقات Dfine 2.0 وViveza وColor Efex Pro 3.0 وSilver Efex Pro وSharpener Pro 3.0[18]، بسعر 599.95$.[19]
- بعد الاستحواذ، أعادت جوجل إطلاق المجموعة بستة تطبيقات[20] بسعر 150$ عام 2013، ثم جعلتها مجانية تمامًا عام 2016.[21][12]
- في 2017 أصبحت ملكية DxO[4][14]، التي أضافت Perspective Efex[15] [16] وأصدرت نسخًا جديدة بإصدارات 3 و4 و5 ثم 6 و7 و8، مع تحسين أدوات U Point.[22]

#### ملحقات تحرير الصور بالمجموعة
- Analog Efex Pro: محاكاة تأثيرات الكاميرات القديمة والعمليات المظلمة.
- Color Efex Pro: فلاتر لونية احترافية وإنشاء “وصفات” تحرير.
- Silver Efex Pro: تحويل الصور إلى الأبيض والأسود بميزات معالجة ديناميكية.
- Viveza: تعديل انتقائي للون والإضاءة باستخدام نقاط التحكم U Point.
- Dfine: إزالة التشويش مع المحافظة على التفاصيل.
- Sharpener Pro: تحسين حدة الصور الفرعية والنهائية.
- HDR Efex Pro: معالجة الصور عالية المدى الديناميكي.
- Perspective Efex: تصحيح المنظور ومعالجة تشويه العدسة.

#### الإصدارات الرئيسية الحديثة للمجموعة
| الإصدار            | تاريخ الإصدار | أبرز المزايا |
| ------------------ | ------------- | --- |
| Nik Collection 6.0 | 16 مايو 2023  | إضافة "U Point Control Lines"، دعم Apple Silicon، واجهة موحدة لكل المكوّنات.                                          |
| Nik Collection 6.3 | 30 أغسطس 2023 | تحسينات على واجهة التحكم الخطي، أداء عالي الدقة للشاشات متعددة.                                                      |
| Nik Collection 7.0 | 6 مايو 2024   | دمج 7 مكوّنات، أدوات HSL جديدة، تحسينات على U Point وتصدير مباشر.                                                     |
| Nik Collection 8.0 | 6 مايو 2025   | واجهة قابلة للإرساء في فوتوشوب، تكامل مع أداة التحديد المدعومة بالذكاء الاصطناعي، طبقات ذكية عند العودة إلى فوتوشوب. |

### تقنية يو بوينت
تمتاز نك كولكشن بتقنية U Point التي طورتها نِك سوفتوير، التي تتيح تحديد مناطق الصورة للتعديل الذكي دون الحاجة إلى أقنعة يدوية معقّدة. حسّنت DxO هذه التقنية في PhotoLab وفي الإصدارات الحديثة من Nik Collection لدعم ملفات RAW مباشرةً وتطبيق تعديلات انتقائية دقيقة.

### سنابسيد
سنابسيد، هو تطبيق جوّال لتحرير الصور صدر أول مرة لنظام التشغيل آي أو إس في 2011. ثم صُممت الإصدارات اللاحقة للعمل على أنظمة ماك أو إس ومايكروسوفت ويندوز. ثم أصدرت جوجل تطبيق سنابسيد لنظام أندرويد في ديسمبر 2012، وتوقفت إصدارات سطح المكتب.، وتوقّفت بعدها إصدارات سطح المكتب.

### كابتشر إن إكس[الإنجليزية]
برنامج مستقل لتعديل ملفات RAW طُوّرته شركتا نِك سوفتوير ونيكتون، صدر أول إصدار له عام 2006، وفي 2008 صدر Capture NX 2 مع تحسينات في واجهة المستخدم ودعم ملفات NEF.

## وصلات خارجية
- الموقع الرسمي لـ Nik Collection by DxO
- صفحة دعم جوجل لـ Nik Collection